# أيوب أودبريشت
أيوب أودبريشت (25 فبراير 1892 - 20 نوفمبر 1982) جنرالًا ألمانيًا خلال الحرب العالمية الثانية. كما حصل أيضًا على صليب الفارس للصليب الحديدي لألمانيا النازية.
دخل أودبريشت البحرية الألمانية كطالب ضابط في عام 1909 وتم تكليفه في عام 1912. بعد خدمته في سفن القوارب والسفن الرأسمالية، تم تعيينه في شرق إفريقيا. قاد سرية من القوات البحرية هناك عندما اندلعت الحرب العالمية الأولى، وأسرها البلجيكيون في عام 1916، عندما سقطت ألمانيا الشرقية في أفريقيا إلى الحلفاء.
خلال فترة ما بين الحربين، عمل كشرطي، وحصل على رتبة رائد. انضم إلى القوات الجوية الألمانية في عام 1935، وتمت ترقيته إلى المقدم في نهاية ذلك العام.

## الجوائز والأوسمة
- وسام الفارس الصليبي الحديدي في 5 سبتمبر 1944 كجنرال دير فلاكارتيليري والقائد العام الثاني. Flakkorps (بمحرك) [1]

### اقتباسات
1. ↑  Fellgiebel 2000, p. 268.